# Мутимир
Му́тимир (серб. Мутимир; ? — около 891 года) — князь Сербии с 851 по 891 годы. Старший сын сербского князя Властимира.

## Биография
Точные дата и место рождения Мутимира неизвестны. Его отцом был правитель Сербского княжества Властимир. Имя его матери в источниках не упоминается. Будучи старшим сыном, Мутимир унаследовал власть в Сербии после смерти Властимира. Его младшие братья Строимир и Гойник правили небольшими удельными областями, чья точная локация неизвестна. Спустя некоторое время после смерти Властимира правитель Болгарии Борис начал наступление на сербов. В историографии существуют разные версии о причинах конфликта. По одной из них, Борис стремился отомстить за поражение, которое болгарам нанес Властимир. По другой, он рассчитывал расширить свои владения и укрепить влияние Болгарии в западной части Балкан.
Болгарское войско вторглось на территорию Сербии. В битве с сербской армией оно потерпело поражение, в плен попали сын Бориса Владимир и 12 знатных бояр. При заключении мира пленные были возвращены Болгарии. Место их передачи — город Рас; по данным историка Симы Чирковича, в этом месте тогда была восточная граница Сербского княжества. До границы Владимира сопровождали сыновья Мутимира Бран и Стефан, поскольку болгарские пленники опасались нападения во время пути. У Раса сербы и болгары обменялись дарами в знак примирения. Согласно источникам, сербы получили «большие дары», отблагодарив болгар «двумя рабами, двумя соколами, двумя собаками и 80 халатами».
Вскоре после мира с Болгарией среди братьев произошла междоусобица. Согласно данным византийского императора Константина Багрянородного, Мутимир желал единолично править Сербией. Историк Тибор Живкович писал, что причины конфликта между братьями стоит искать в политике Византии, которая опасалась сближения между Сербией и Болгарией. Точная дата начала междоусобицы и ее продолжительность неизвестны. Победивший в ней Мутимир стал единственным правителем Сербии, а своих братьев отправил в Болгарию ко двору Бориса. При себе он оставил только юного племянника Петара Гойниковича. Тот, спустя некоторое время, бежал к хорватам. В 891 году Мутимир умер.
Во время правления Мутимира и его братьев была завершена христианизация Сербии. При этом, родившихся около 870 года внуков Властимира Петара Гойниковича и Стефана Мутимировича назвали уже христианскими именами. После Мутимира на престол взошли его сыновья во главе с Первославом.

### Брак и дети
- Имя жены Мутимира не известно. Дети[10]:
  - Первослав Мутимирович — правитель Сербии
  - Бран Мутимирович — соправитель Первослава
  - Стефан Мутимирович — соправитель Первослава